# Kárpát-medencei rovásírás

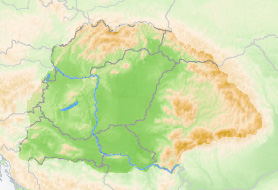
A Kárpát-medence

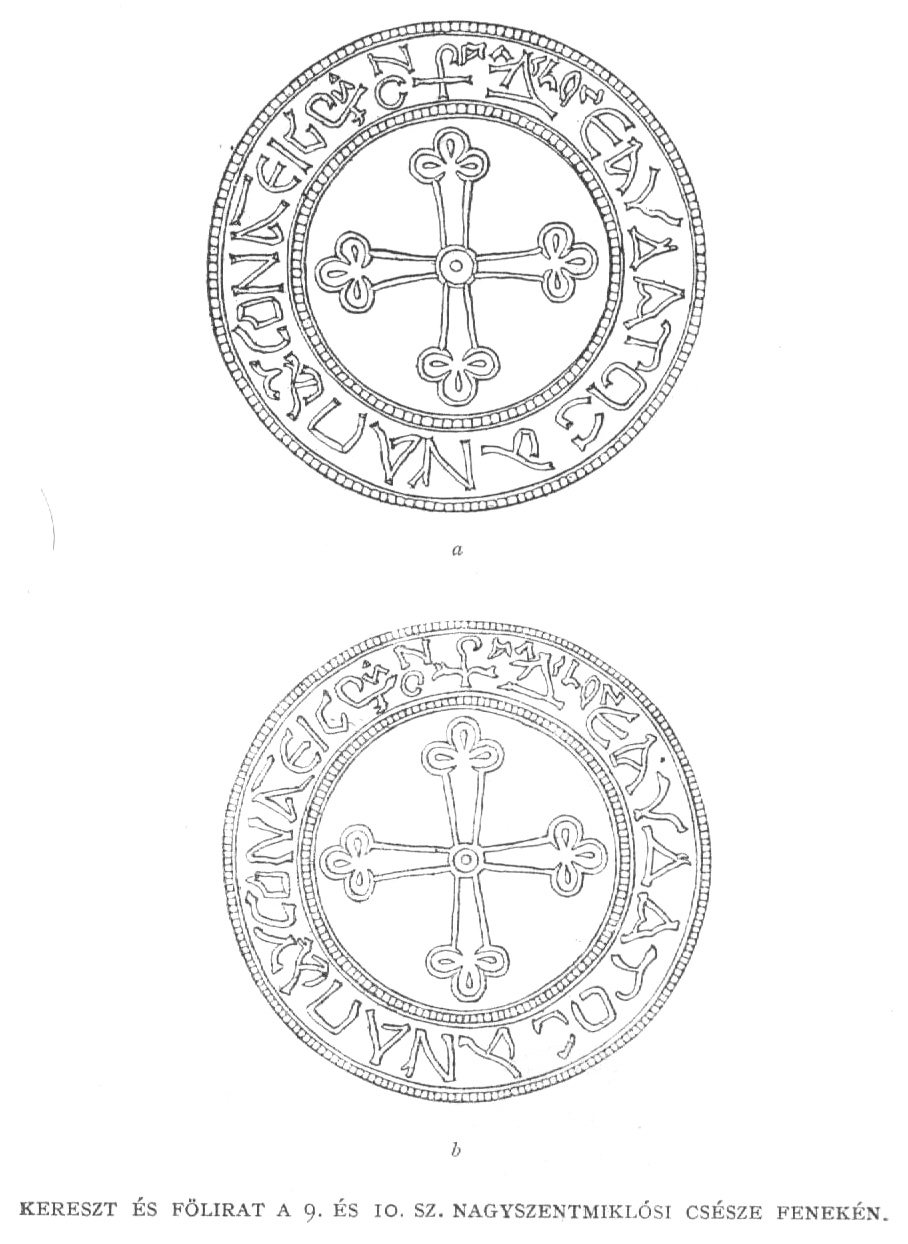
A kincs 9. és 10. számú tálkájának rajza Hampel 1894-es publikációjából.

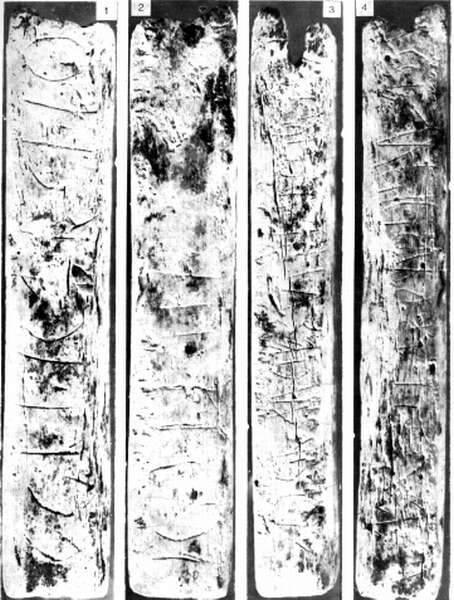
A szarvasi késő avar kori hasáb alakú csont tűtartó négy oldalán, összesen 59 betűből álló rovásfelirat látható, ez az írás lényegében azonos az 1799-ben talált nagyszentmiklósi kincs edényein megfigyelhető rovásírással

A Kárpát-medencei rovás Európában egyedülálló írásrendszer, elsősorban a mássalhangzós rövidítési módja miatt. Az egyik legfontosabb jelenleg ismert rovásos régészeti leleten, a nagyszentmiklósi kincsen is megtalálható az írás, amely Vékony Gábor régész szerint a székely-magyar rovásírás közvetlen elődje. A Kárpát-medencei rovás a magyar írások közé, valamint a rovás íráscsaládba tartozik.

## Jelentősége
A Kárpát-medencei rovással kapcsolatban számos – gyakran igen eltérő – vélemény létezik. Azonban a nagyszentmiklósi kincs felfedezése óta kétségbevonhatatlan tény magának az írásnak a létezése. Az ezzel az írással készült emlékek a székely–magyar rovásírásos emlékek túlnyomó többségénél korábbiak, és a Kárpát-medence 7–11. századi történetére vonatkozóan forrásértékűek. Ezért a Kárpát-medencei rovás ismerete a régészet, a történettudomány, a nyelvtörténet és a nyelvészet szempontjából is fontos értékkel bír.
Ugyanakkor az a tény, hogy – legalábbis Vékony Gábor régész-történész kutató elmélete alapján – a legkorábbi magyar szövegemlékek Kárpát-medencei rovással készültek, a magyar művelődéstörténet szempontjából is kiemelt jelentőségűvé teszi ezt az írást.
A Kárpát-medencei rovással kapcsolatban még nagyon sok nyitott kérdés van, amelyek valószínűleg csak akkor jutnak el a mindenki számára elfogadható megoldásig, ha újabb régészeti leletek előkerülnek.
A székely–magyar rovásírás valószínűleg a Kárpát-medencei rovásból alakult ki a 8. sz. fordulóján a Nyugat-Dunántúlon, de onnantól kezdve önállóan fejlődött. Így kétségtelen tény, hogy a Kárpát-medencei rovás és a székely-magyar rovás két önálló írás, amelyek egyik közös tulajdonsága, hogy feljegyeztek velük magyar szövegeket, így mindkettő magyar írás is.

## Története
A szarvasi késő avar kori hasáb alakú csont tűtartó és a nagyszentmiklósi aranykincs leletről szóló könyvtárnyi irodalom a kincset a 8. századi avarokhoz, a 9. századi bolgárokhoz, vagy a honfoglaló magyarokhoz köti. A fejedelmi étkészlet koráról 200 éve folyik a vita. A Kárpát-medencén kívül még nem találtak olyan régészeti leletet, amely Kárpát-medencei rovással készült volna. Ezt a rovást a régészeti leletek alapján (kivétel: Aethicus Ister ábécéje, amely nem régészeti lelet) tehát kizárólag a Kárpát-medencében használhatták a 7-től a 11. századig.
Ha Vékony Gábor régész és nyelvész, egyetemi docens, a történettudományok kandidátusa, az ELTE Régészeti Tanszékének tanárának megfejtési kísérletéből indulunk ki, akkor a megtalált emlékeken lévő feliratok nagy része magyarul van (pontosabban ősmagyarul), de kisebb részben ogur nyelvű, valamint két szláv és egy alán (ászi) nyelvű felirat is előbukkant. Azonban más olvasati kísérletek is léteznek.
A környei avar sírok feltárásakor került elő egy 7. századból származó íj fogórészét borító szarulemez, melyen a hosszúkás jelek a lemez alakjához igazodnak és a 15 rovás jelből álló írás vegyes jelrendszere megnehezítette a megfejtését. Vékony Gábor szerint a türk nyelvű olvasata a következő: „Te íjat lődd nyíllal ellen”.
Vékony Gábor elmélete alapján a Kárpát-medencei rovással rokon a kazáriai rovás (steppei rovás), illetve a Kárpát-medencei rovás leszármazottjának tekinthető a székely-magyar rovás. Bár nem mindenki fogadja el ezt az elméletet, általában a magyar kutatók a steppei rovást, a Kárpát-medencei rovást és a székely-magyar rovást egymással szoros rokonságban álló írásnak tekintik.

## Történelmi emlékekben szereplő karakterek
| Kárpát-medencei rovásbetű | Betűnév     | Történelmi hangérték | Előfordulás                                                  |
| ------------------------- | ----------- | -------------------- | ------------------------------------------------------------ |
|                           | VILLÁS A    | /a/                  | Nagyszentmiklós                                              |
|                           | B           | /b/                  | Aethicus ábécéje, Szarvas, Nagyszentmiklós                   |
|                           | CS          | /tʃ/                 | Aethicus ábécéje                                             |
|                           | HEGYES D    | /d/                  | Környe, Aethicus ábécéje, Szarvas, Nagyszentmiklós           |
|                           | ÁTLÓS E     | /*ɛ/a/               | Aethicus ábécéje                                             |
|                           | VILLÁS E    | /a/,/ɛ/              | Szarvas, Nagyszentmiklós                                     |
|                           | NYITOTT F   | /f/                  | Aethicus ábécéje, Szarvas                                    |
|                           | VILLÁS G    | /g/                  | Aethicus ábécéje                                             |
|                           | EGYSZERŰ G  | /g/                  | Szarvas                                                      |
|                           | HEGYES H    | /*xx/ vagy /*xβ/     | Nagyszentmiklós                                              |
|                           | HEGYES CH   | /x/                  | Nagyszentmiklós                                              |
|                           | SZÖGLETES I | /i/                  | Szarvas                                                      |
|                           | ÍVES I      | /i/                  | Nagyszentmiklós                                              |
|                           | KÖRVÉGŰ I   | /i/                  | Aethicus ábécéje                                             |
|                           | BEZÁRT J    | /j/                  | Szarvas                                                      |
|                           | NYITOTT K   | /k/                  | Aethicus ábécéje, Szarvas, Nagyszentmiklós                   |
|                           | HEGYES K    | /k/                  | Torjai Cseréptöredék                                         |
|                           | KÜ          | /ky/                 | Nagyszentmiklós                                              |
|                           | VILLÁS L    | /l/                  | Szarvas                                                      |
|                           | EGYSZERŰ L  | /l/                  | Környe                                                       |
|                           | LY          | /j/ʎ/                | Aethicus ábécéje                                             |
|                           | NYITOTT M   | /m/                  | Szarvas, Nagyszentmiklós                                     |
|                           | N           | /n/,/ɲ/              | Szarvas, Nagyszentmiklós                                     |
|                           | HEGYES N    | /n/                  | Nagyszentmiklós                                              |
|                           | NG          | /ŋ/                  | Jánoshidai tűtartó                                           |
|                           | NYITOTT O   | /o/,/u/              | Aethicus ábécéje, Nagyszentmiklós                            |
|                           | GH          | /ɣ/                  | Környe, Aethicus ábécéje, Szarvas, Nagyszentmiklós           |
|                           | P           | /p/                  | Aethicus ábécéje                                             |
|                           | EGYSZERŰ P  | /p/                  | Kiskőrös                                                     |
|                           | ÍVES Q      | /q/                  | Aethicus ábécéje, Nagyszentmiklós                            |
|                           | BEZÁRT R    | /r/                  | Szarvas, Nagyszentmiklós                                     |
|                           | BEZÁRT S    | /ʃ/                  | Aethicus ábécéje, Nagyszentmiklós                            |
|                           | SZ          | /s/                  | Jánoshida, Ozora, Aethicus ábécéje, Szarvas, Nagyszentmiklós |
|                           | BEZÁRT T    | /t/                  | Szarvas, Nagyszentmiklós                                     |
|                           | NYITOTT T   | /t/                  | Kunágota, Ozora, Környe, Kiskőrös, Aethicus ábécéje          |
|                           | HEGYES U    | /w/                  | Nagyszentmiklós                                              |
|                           | VILLÁS U    | /ɔ̃/                  | Nagyszentmiklós                                              |
|                           | ÍVES Ü      | /y/                  | Jánoshida, Aethicus ábécéje, Szarvas, Nagyszentmiklós        |
|                           | NYITOTT V   | /β/                  | Környe, Szarvas, Nagyszentmiklós                             |
|                           | NYITOTT Z   | /z/                  | Aethicus ábécéje, Szarvas, Nagyszentmiklós                   |

## Legfontosabb emlékek
| Emlék neve                            | Kor                   | Nyelv                                                            | Megjegyzés | Illusztráció |
| ------------------------------------- | --------------------- | ---------------------------------------------------------------- | --- | ------------ |
| Kunágotai ezüstkorsó                  | 7. sz. eleje          | köztörök (valószínűleg avar)                                     | |              |
| Ozora-tótipusztai ezüstedény          | 7. sz. utolsó harmada | ogur (valószínűleg onogur)                                       | |              |
| Jánoshidai tűtartó                    | 7. sz. utolsó harmada | ogur (valószínűleg onogur)                                       | |              |
| Kiskőrös-vágóhídi kehely              | 7. sz. utolsó harmada | ogur (valószínűleg onogur)                                       | |              |
| Környei íjmarkolatlemez               | 7. sz. vége           | magyar (ősmagyar)                                                | Az első ismert magyar nyelvű felirat |              |
| Aethicus ábécéje                      | 8. sz. közepe         | rovásábécé latin nyelvű leírásban                                | Az eredeti kézirat nem maradt fenn, csak annak többszörösen másolt és kalligrafikusan torzult változatai |              |
| Szarvasi rovásfelirat                 | 8. sz. második fele   | magyar (ősmagyar) Vékony Gábor olvasata alapján                  | Róna-Tas András által készített olvasat török nyelvű. A szarvasi késő avar kori hasáb alakú csont tűtartó négy oldalán, összesen 59 betűből álló Kárpát-medencei rovásfelirat látható. Ez az írás azonos az 1799-ben talált nagyszentmiklósi kincs edényein megfigyelhető Kárpát-medencei rovásírással. |              |
| Nagyszentmiklósi kincs rovásfeliratai | 9–10. sz.             | Túlnyomó többségében magyarul van Vékony Gábor olvasatai alapján | Róna-Tas András által készített olvasat török nyelvű |              |
| Békés-Povádzug                        | 10. sz.               | ogur (valószínűleg onogur)                                       | |              |
| Torjai edénytöredék                   | 11. sz.               | magyar (ősmagyar)                                                | |              |

## Vitatott emlékek
| Emlék neve            | Kor              | Nyelv         | Megjegyzés | Illusztráció                                                               |
| --------------------- | ---------------- | ------------- | --- | -------------------------------------------------------------------------- |
| Tordasi fekete korong | Késői neolitikum | Vinča kultúra | Mindkét oldala vésett, 19 rovásjel van rajta. A Korongot Torma Zsófia találta s naptárkőnek vélte. 1941-ben Roska Márton halászháló nehezéknek tulajdonította. A második világháború kezdetén jelzés nélkül összecsomagolták egyéb leletekkel, de 1968-ban Nicolae Vlassa újra felfedezte, ő 13 jelet azonosított rajta mint kezdetleges írásjelet. | A neolitikus írások és a Kárpát-medencei rovás kapcsolata nem bizonyított. |

## Kísérlet a Kárpát-medencei rovás jelenkori használatára
2009-ben egy kísérlet történt a Kárpát-medencei rovás újraélesztésére. Ennek célja az, hogy ezt az írást közelebb hozza a rovásírás iránt érdeklődőkhöz nem titkolva azt a tényt, hogy itt egy 1000 évvel ezelőtt kihalt írásról van szó, így ennek íráshagyományai a 11. században megszakadtak. Ez a kísérlet egyrészt Vékony Gábor által adott hangértékeken alapul, másrészt a 11. és 21. század. között eltelt nyelvi fejlődést igyekszik figyelembe venni egyes Kárpát-medencei rovásjelek már nem használt eredeti hangértékének újra való cseréjével. Ennek során a Kárpát-medencei rovás fennmaradt emlékek alapján felismerhető hagyományait, valamint a magyar nyelvtörténet által felismert törvényszerűségeket messzemenőkig figyelembe veszi. Ugyanakkor tény, hogy a mai napig csak szórványos próbálkozások történtek a Kárpát-medencei rovás jelenkori használatára.
A Kárpát-medencei rovás alapjelei, amelyek a mai feliratokban használatosak az alábbi képen láthatók. A Kárpát-medencei rovásírás jelenleg még nem része az Unicode-nak, 2011 óta létezik egy előterjesztés, amely szerint helyet fog kapni benne. Számítógépes alkalmazása mégsem teljesen megoldatlan: a megfelelő betűtípusok beszerzésével lehetséges a rovásírás használata különböző dokumentumokban. A régebbiek a latin ábécé karaktereinek helyén jelenítik meg jeleit (legelterjedtebben a 8 bites kódolású Rovás Kárpát-medencei betűtípus).

## Számítástechnikai megjelenítése

### Betűkészlet
Ingyenesen letölthető a Kárpát-medencei rovás helyről. A hozzá tartozó kódtáblázat a Kárpát-medencei rovás kódtáblázat helyről érhető el.

### Unicode előterjesztések
Legutóbbi:
- Demeczky Jenő, Giczi György, Dr. Hosszú Gábor, Kliha Gergely, Dr. Obrusánszky Borbála, Rumi Tamás, Sípos László, Dr. Zelliger Erzsébet javaslata - Kiegészítő információk a Rovás írásnévről (angolul): Additional information about the name of the Rovas script. Individual Contribution for consideration by UTC and ISO/IEC JTC1/SC2/WG2 and ISO 15924/MA-JAC Archiválva 2014. február 22-i dátummal a Wayback Machine-ben, 2012. október 21.
- Demeczky Jenő, Dr. Hosszú Gábor, Rumi Tamás, Sípos László, Dr. Zelliger Erzsébet: Revised proposal for encoding the Rovas in the UCS. Individual Contribution for consideration by UTC and ISO/IEC JTC1/SC2/WG2 Archiválva 2014. március 17-i dátummal a Wayback Machine-ben, 2012. október 17.
- Kód kérése a Rovás számára az ISO 15924 szabványba[halott link], 2012. október 21. (angolul)
- Jenő Demeczky, György Giczi, Gábor Hosszú, Gergely Kliha, Borbála Obrusánszky, Tamás Rumi, László Sípos, Erzsébet Zelliger: About the consensus of the Rovas encoding - Response to N4373. Individual Contribution for consideration by UTC and ISO/IEC JTC1/SC2/WG2[halott link]. Registered by UTC (L2/12-337), 2012-10-24 (angolul)

Korábbi:
- Dr. Hosszú Gábor (Magyar Szabványügyi Testület) javaslata (angolul): Revised proposal for encoding the Carpathian Basin Rovas script in the SMP of the UCS Archiválva 2012. május 23-i dátummal a Wayback Machine-ben, 2011. október 12.

### Kárpát-medencei rovásírásra átíró szövegszerkesztők
- Latin-Kárpát-medencei rovásra átíró program
- Kliha Gergely által készített Firefox bővítmény, amely Kárpát-medencei és székely-magyar rovásra is át tud alakítani